# Bernadets-Dessus
Bernadets-Dessus is een gemeente in het Franse departement Hautes-Pyrénées (regio Occitanie) en telt 140 inwoners (2005). De plaats maakt deel uit van het arrondissement Tarbes.

## Geografie
De oppervlakte van Bernadets-Dessus bedraagt 8,0 km², de bevolkingsdichtheid is 17,5 inwoners per km².

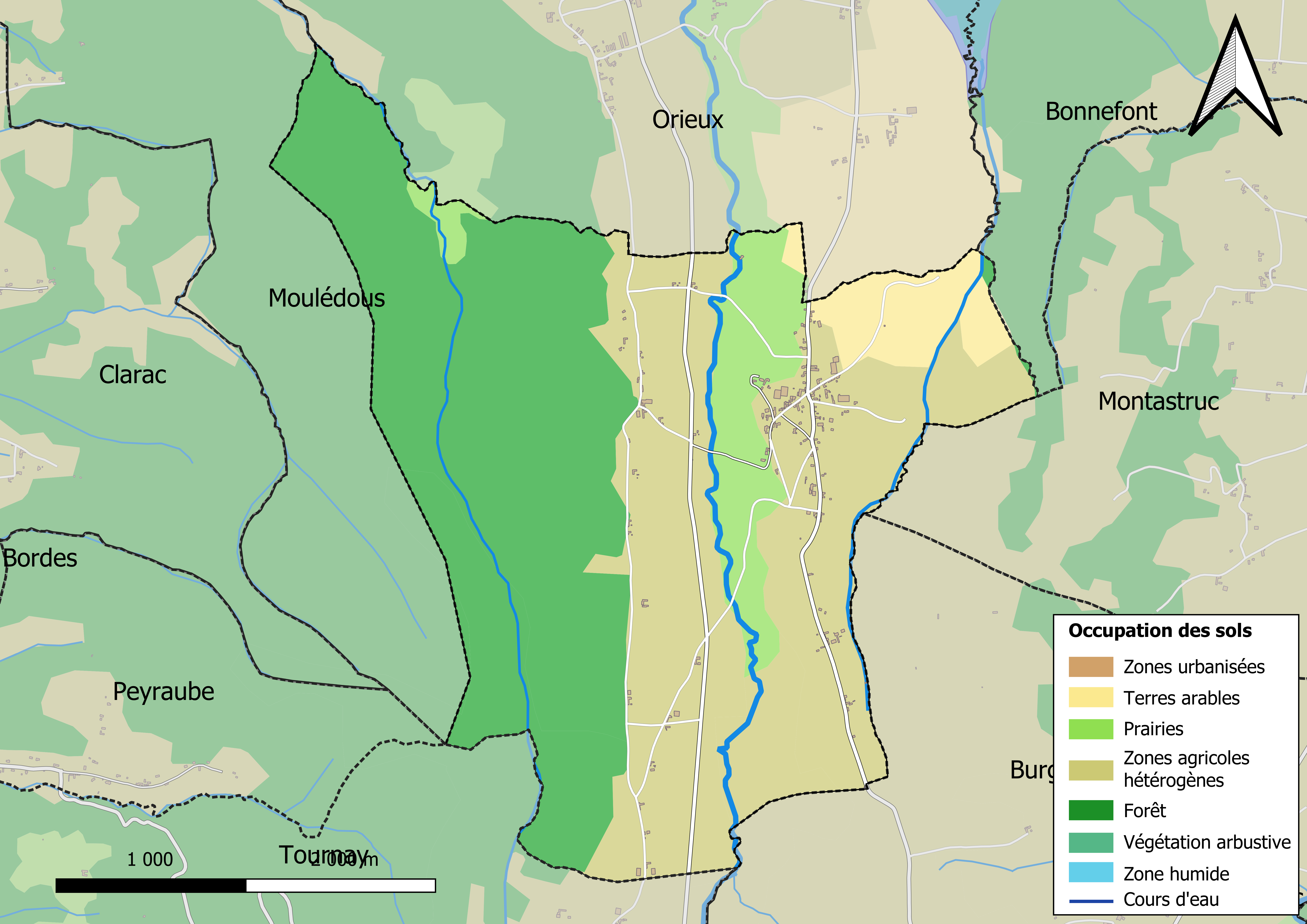
Kaart van de gemeente met belangrijkste infrastructuur, bodemgebruik en omliggende gemeenten

## Demografie
Onderstaande figuur toont het verloop van het inwonertal (bron: INSEE-tellingen).